# آمی کیکوچی
آمی کیکوچی (انگلیسی: Ami Kikuchi؛ زاده ۵ سپتامبر ۱۹۹۰) یک خواننده و مانکن اهل ژاپن است.